# Донецько-Слов'янська єпархія ПЦУ
Донецько–Слов'янська єпархія — єпархія Православної церкви України, що охоплює парафії Донецької та Луганської областей.

## Історія єпархії
Українську автокефальну православну церкву на теренах України було створено 1989 року. У львівському Петропавлівському соборі було урочисто проголошено цей факт. У липні 1991 року Донецько–Слов'янська єпархія отримала першого керуючого. Ним став єпископ Пантелеймон (Романовський).
Єпархія тривалий час не мала постійного керуючого. Кількість парафій — одна з найменших в УАПЦ. За всі роки її існування так і не було виділено міською владою Донецька будівлі під консисторію.
Українська автокефальна православна церква, яка виникла у 1921 р., у Донбасі досягла незначних успіхів. На початку 20-х рр. XX ст. робилися спроби заснувати автокефальні осередки в селах Бараниківці, Зелеківці та Павлівці Старобільського округу. Невеликі парафії виникли в Голубівці, Рудовому Старобільського округу та Алмазному.
У квітні 1926 р. до УАПЦ приєднався обновленський архієрей, єпископ Луганський Юрій Прокопович. Керівництво автокефальної церкви направило його в Зинов'ївську єпархію, але у червні того ж року він зрікся віри.
Автокефальні громади, що знаходилися на терені Донбасу, входили до складу Харківського церковного округу УАПЦ. На Луганщині громади УАПЦ припинили своє існування наприкінці 20-х рр.

### Громади УАПЦ у 40-х рр. XXст.
У листопаді 1941 р. відновив свою діяльність митрополит Феофіл Булдовський, котрий перебував на покої у Харкові. У липні 1942 р. після зустрічі з єпископом Мстиславом Скрипником він приєднався до УАПЦ. Архієрей, що мав значну вагу на сході України, за короткий час поширив свій вплив на Харківську, Полтавську, Воронезьку та Курську області. У грудні 1942 р. єпископ Полікарп Сикорський обговорював з митрополитом Феофілом питання про заснування кафедри у Ворошиловграді.
На Луганщині парафія УАПЦ була відкрита у Троїцькому приблизно у серпні 1942 року. Але богослужіння в ній не проводилися через те, що в парафії не було настоятеля. І хоча диякон цього храму незабаром був рукопокладений митрополитом Феофілом у священики, служити йому там не довелося. Ще одна парафія УАПЦ, яку опікав о. Олексій Кириченко, виникла у Розпасіївці Троїцького району. Але з приходом радянських військ і засудженням автокефального священика, який став одним з перших, хто відкрив мартиролог воєнної доби, громада УАПЦ припинила своє існування.

### Сучасна доба
Утретє громади з назвою УАПЦ в Україні з'явилися у 1990 р. В області зареєстровано кілька автокефальних парафій: у Луганську, Красному Лучі, Сватовому й Нижній Дуванці Сватівського району.
Ініціатором створення громади УАПЦ у Луганську був лідер місцевого осередку Народного руху України І.Шмегельський. Громада була зареєстрована 20 лютого 1992 р. Вірні УАПЦ звернулися до органів влади з проханням передати їм у користування колишній православний молитовний будинок, що знаходився на вул. Ударників, 10. Однак їм було відмовлено на підставі того, що ця споруда, вилучена у віруючих у радянські часи, належала громаді Російської православної церкви.
4 травня 2017 року на Архієрейському Соборі та засіданні Патріаршої Ради УАПЦ у приміщенні Патріархії УАПЦ в м. Києві було вирішено утворити Донецько-Слов’янську єпархію, з осідком у м. Слов'янськ. Керуючим Донецько-Слов'янською єпархію призначили архімандрита Саву (Фризюка), настоятеля  Свято-Андріївського храму УАПЦ в м. Слов'янськ.

## Правлячий архієрей
- 2017— Сава (Фризюк)